# 莘畈水库
莘畈水库是中国浙江省金华市境内的一座水库，位于衢江支流莘畈溪上，建于1980年。水库正常库容为2990万立方米，集雨面积为47平方千米，海拔为142米。